# تیان بینگ
تیان بینگ (انگلیسی: Tian Bing؛ زادهٔ ۱۴ آوریل ۱۹۹۴) ورزشکار اهل چین است.